# Décès en 1044
Décès
- 1040
- 1041
- 1042
- 1043
- 1044
- 1045
- 1046
- 1047
- 1048

Cette page dresse une liste de personnalités mortes au cours de l'année 1044 :
- 2 février : Fujiwara no Takaie, gouverneur régional de Kyūshū (Dazai gon no sochi).
- Mars : Jalal ad-Dawla Chirzil, émir bouyide d'Irak[1].
- 19 avril : Gothelon Ier de Lotharingie[2], ou Gothelon Ier de Verdun, marquis d'Anvers puis duc de Basse-Lotharingie et  duc de Haute-Lotharingie.
- 5 juillet : Samuel Aba de Hongrie, roi de Hongrie.
- 25 ou 27 juillet : Ælfweard, évêque de Londres.
- 16 décembre : Sokkate, roi de Pagan.

- Albéric III de Tusculum, Comte de Tusculum.
- Bryachislav de Polotsk (en), prince de Polotsk.
- Gaudentius d'Osor (en), évêque d'Osor (Croatie).
- Hywel ap Edwin, roi de Deheubarth.
- Mathilde de Frise, reine des Francs.
- Mujāhid al-‘Āmirī, émir aventurier, ou pirate, sarrasin.
- Rajendra Ier, roi chola.
- Sharif al-Murtaza (en), également connu en tant qu' Abu al-Qāsim, ‘Alī ibn Husayn al-Sharīf al-Murtadhā, Sharīf Murtadhā, Sayyid Murtadhā ou Alam al Huda, théologien.
- Thietmar de Hildesheim (en), évêque de Hildesheim.
- Zhao Yuanyan (en), prince impérial chinois.

date incertaine (1044 ou 104)
- Gislebert de Looz, comte de Looz.

## Crédit d'auteurs
- Cet article est partiellement ou en totalité issu de l'article intitulé « 1044 » (voir la liste des auteurs).